# Чекурская волость
Чекурская волость — административная единица в составе Свияжского уезда Казанской губернии. Волость существовала до 1781 года.

## История
По сведениям 1638 года в волость входили селения Байбахтино, Тогаево, Елборсово, Девлеткилдино, Бокашево, Первое Темирчеево, Мал. Темирчеево, Яниково, Акказино, Буртасы, Абызово .
По данным II ревизии 1747 г., в волости числились населённые пункты:
| Название            | Совр. название     | Совр. расположение  |
| ------------------- | ------------------ | ------------------- |
| Абызова             | Абызово            | Вурнарский          |
| Акозина Инелева     | Большое Аккозино   | Мариинско-Посадский |
| Аксарина            | Аксарино           | Мариинско-Посадский |
| Девлеткина          | Давлетгильдино     | Мариинско-Посадский |
| Тогаева             | Тогаево            | Мариинско-Посадский |
| Чака Байбахтина     | Большие Чаки       | Урмарский           |
| Тойси Борщикова тож | Тойси              | Цивильский          |
| Деушева             | Деушево            | Апастовский         |
| Черемышева          | возможно Тинсарино |                     |

По данным III ревизии 1762 г., в волости числились населённые пункты:
| Название                               | Совр. название                             | Совр. расположение  |
| -------------------------------------- | ------------------------------------------ | ------------------- |
| Абызова                                | Абызово                                    | Вурнарский          |
| Озёрная, Озёрное Абызово               | ныне не существует (в составе д. Кюльхири) | Вурнарский          |
| Малая Абызова                          | ныне не существует (в составе д. Кумаши)   | Вурнарский          |
| деревня по речке Апнеры                | Апнеры                                     | Вурнарский          |
| новопоселенная деревня по речке Апнеры |                                            |                     |
| Большая Темирчеева                     |                                            |                     |
| Малая Темирчеева                       | Покровское                                 | Мариинско-Посадский |
| Акозина Инелева                        | Большое Аккозино                           | Мариинско-Посадский |
| Аксарина                               | Аксарино                                   | Мариинско-Посадский |
| Девлеткильдина                         | Давлетгильдино                             | Мариинско-Посадский |
| Тогаева                                | Тогаево                                    | Мариинско-Посадский |
| Елбарысова                             | Эльбарусово                                | Мариинско-Посадский |
| Яникова                                | Большое Яниково Шоркистры                  | Урмарский           |
| Яникова                                | Белое Озеро                                | Яльчикский          |
| Степная Яникова                        | Степное Яниково                            | Комсомольский       |
| Шептахова                              | Старое Шептахово                           | Урмарский           |
| Полевая Шептахова                      | Полевое Шептахово                          | Комсомольский       |
| Чубаева Шептахова                      | Чубаево                                    | Урмарский           |
| Бурдасы                                | Буртасы                                    | Урмарский           |
| Полевые Бурдасы                        | Полевые Бурдасы                            | Яльчикский          |
| Чака Байбахтина                        | Большие Чаки                               | Урмарский           |
| Тойси Борщикова тож                    | Тойси                                      | Цивильский          |
| Багильдина                             | Байгильдино                                | Канашский           |
| Новая Алманчина                        | возможно Сойгино или Алманчиково           |                     |
| Бокашева                               | Передние Бокаши                            | Мариинско-Посадский |
| Сюндюкова                              | Сюндюково                                  | Мариинско-Посадский |
| Бичурина                               | Бичурино                                   | Мариинско-Посадский |
| Черемышева                             | возможно Тинсарино                         |                     |